# Natação nos Jogos Europeus de 2015 - 400 m livre masculino
A competição dos 400 metros livre masculino foi um dos eventos da natação nos Jogos Europeus de 2015, em Baku, no Azerbaijão. Foi disputada no Centro Aquático de Baku no dia 23 de junho.

## Calendário
Horário de verão do Azerbaijão (UTC+5).
| Data        | Horário | Fase         |
| ----------- | ------- | ------------ |
| 23 de junho | 10:07   | Eliminatória |
| 23 de junho | 18:21   | Final        |

## Medalhistas
| Ouro   | GER Paul Hentschel      |
| Prata  | GRE Dimitrios Dimitriou |
| Bronze | RUS Ernest Maksumov     |

## Recordes
Antes desta competição, os recordes mundiais e dos jogos europeus dessa prova eram os seguintes:
| Tipo                       | Atleta              | Tempo   | Local | Data                |
| -------------------------- | ------------------- | ------- | ----- | ------------------- |
|                            | GER Paul Biedermann | 3m40s07 | Roma  | 26 de julho de 2009 |
| Recorde dos Jogos Europeus | Não estabelecido    | –       |       |                     |

Os seguintes recordes mundiais ou dos jogos europeus foram estabelecidos durante esta competição:
| Data        | Evento | Nome           | Nacionalidade | Tempo   | Notas                      |
| ----------- | ------ | -------------- | ------------- | ------- | -------------------------- |
| 23 de junho | Final  | Paul Hentschel | Alemanha      | 3:52.43 | Recorde dos Jogos Europeus |

## Resultados

### Eliminatórias
A eliminatória foi realizada no dia 24 de junho. 
| Pos. | Bateria | Raia | Nadador                  | Nacionalidade    | Tempo   | Notas |
| ---- | ------- | ---- | ------------------------ | ---------------- | ------- | ----- |
| 1    | 6       | 6    | Henning Mühlleitner      | GER Alemanha     | 3:54.75 | Q,    |
| 2    | 5       | 3    | Nicolas D'Oriano         | FRA França       | 3:54.76 | Q     |
| 3    | 5       | 4    | Ernest Maksumov          | RUS Rússia       | 3:54.77 | Q     |
| 4    | 5       | 5    | Marc Vivas               | ESP Espanha      | 3:54.84 | Q     |
| 5    | 5       | 6    | Dimitrios Dimitriou      | GRE Grécia       | 3:55.15 | Q     |
| 6    | 5       | 2    | Ricardo Rosales          | ESP Espanha      | 3:55.22 | Q     |
| 7    | 6       | 1    | Marcos Rodríguez         | ESP Espanha      | 3:55.30 |       |
| 8    | 5       | 7    | Paul Hentschel           | GER Alemanha     | 3:55.70 | Q     |
| 9    | 5       | 1    | Guillem Pujol            | ESP Espanha      | 3:55.87 |       |
| 10   | 6       | 7    | Thore Bermel             | GER Alemanha     | 3:55.88 |       |
| 11   | 5       | 8    | Aleksandr Prokofev       | RUS Rússia       | 3:55.97 | Q     |
| 12   | 6       | 4    | Cameron Kurle            | GBR Grã-Bretanha | 3:56.03 |       |
| 13   | 6       | 5    | Kyle Chisholm            | GBR Grã-Bretanha | 3:56.08 |       |
| 14   | 6       | 8    | Kaan Özcan               | TUR Turquia      | 3:56.12 |       |
| 15   | 6       | 2    | Marc Hinawi              | ISR Israel       | 3:56.61 |       |
| 16   | 6       | 3    | Moritz Brandt            | GER Alemanha     | 3:56.73 |       |
| 17   | 3       | 6    | Grega Popović            | SLO Eslovênia    | 3:57.27 |       |
| 18   | 3       | 7    | Kristóf Rasovszky        | HUN Hungria      | 3:57.28 |       |
| 19   | 4       | 5    | Erge Gezmis              | TUR Turquia      | 3:58.11 |       |
| 20   | 4       | 6    | Kyrylo Garaschenko       | UKR Ucrânia      | 3:58.12 |       |
| 21   | 6       | 0    | Adam Staniszewski        | POL Polônia      | 3:58.65 |       |
| 22   | 4       | 9    | Mateusz Arndt            | POL Polônia      | 3:58.85 |       |
| 23   | 5       | 9    | Erik Arsland Gidskehaug  | NOR Noruega      | 3:58.96 |       |
| 24   | 4       | 4    | Victor Johansson         | SWE Suécia       | 3:59.05 |       |
| 25   | 4       | 7    | Alessio Proietti Colonna | ITA Itália       | 4:00.08 |       |
| 26   | 2       | 4    | Bogdan Scarlat           | ROU Romênia      | 4:00.57 |       |
| 27   | 4       | 1    | Wiktor Jaszczak          | POL Polônia      | 4:00.64 |       |
| 28   | 4       | 2    | Logan Vanhuys            | BEL Bélgica      | 4:01.03 |       |
| 29   | 2       | 1    | Filip Grimberg           | SWE Suécia       | 4:01.29 |       |
| 30   | 3       | 0    | Andrea Mozzini-Vellen    | SUI Suíça        | 4:01.55 |       |
| 31   | 3       | 2    | Eivind Bjelland          | NOR Noruega      | 4:01.95 |       |
| 32   | 4       | 3    | Alexander Trap           | BEL Bélgica      | 4:02.09 |       |
| 33   | 2       | 6    | Alexandre Coutinho       | POR Portugal     | 4:02.42 |       |
| 33   | 3       | 3    | Cla Remund               | SUI Suíça        | 4:02.42 |       |
| 35   | 2       | 7    | Blaž Demšar              | SLO Eslovênia    | 4:02.62 |       |
| 36   | 5       | 0    | Tom Derbyshire           | GBR Grã-Bretanha | 4:02.82 |       |
| 37   | 3       | 4    | Lukas Ambros             | AUT Áustria      | 4:03.29 |       |
| 38   | 3       | 5    | Evgeny Drobotov          | RUS Rússia       | 4:03.58 |       |
| 39   | 3       | 9    | Borna Jukić              | CRO Croácia      | 4:03.95 |       |
| 40   | 2       | 3    | Guilherme Pina           | POR Portugal     | 4:04.80 |       |
| 41   | 6       | 9    | Ilya Druzhinin           | RUS Rússia       | 4:05.16 |       |
| 42   | 3       | 1    | Batuhan Hakan            | TUR Turquia      | 4:06.58 |       |
| 43   | 4       | 0    | Gustaf Dahlman           | SWE Suécia       | 4:07.43 |       |
| 44   | 2       | 5    | Frederik Jessen          | DEN Dinamarca    | 4:07.60 |       |
| 45   | 3       | 8    | Igor Kostovski           | CRO Croácia      | 4:08.76 |       |
| 46   | 2       | 2    | Markus Malm              | SWE Suécia       | 4:09.08 |       |
| 47   | 1       | 4    | Marius Ihlen Gardshodn   | FRO Ilhas Faroé  | 4:10.00 |       |
| 48   | 4       | 8    | João Gil                 | POR Portugal     | 4:10.57 |       |
| 49   | 1       | 3    | Kyriacos Papa-Adams      | CYP Chipre       | 4:10.99 |       |
| 50   | 2       | 8    | Filip Hodur              | POL Polônia      | 4:13.88 |       |
| 51   | 1       | 5    | Franc Aleksi             | ALB Albânia      | 4:19.05 |       |

### Final
A final foi realizada no dia 23 de junho.
| Pos.              | Raia | Nadador             | Nacionalidade | Tempo   | Notas                      |
| ----------------- | ---- | ------------------- | ------------- | ------- | -------------------------- |
| Medalha de ouro   | 1    | Paul Hentschel      | GER Alemanha  | 3:52.43 | Recorde dos Jogos Europeus |
| Medalha de prata  | 2    | Dimitrios Dimitriou | GRE Grécia    | 3:52.57 |                            |
| Medalha de bronze | 3    | Ernest Maksumov     | RUS Rússia    | 3:52.65 |                            |
| 4                 | 6    | Marc Vivas          | ESP Espanha   | 3:53.92 |                            |
| 5                 | 5    | Nicolas D'Oriano    | FRA França    | 3:54.28 |                            |
| 6                 | 8    | Aleksandr Prokofev  | RUS Rússia    | 3:54.51 |                            |
| 7                 | 4    | Henning Mühlleitner | GER Alemanha  | 3:54.56 |                            |
| 8                 | 7    | Ricardo Rosales     | ESP Espanha   | 3:54.57 |                            |

Legenda
| Recorde mundial            | Recorde mundial (World record)                     |                       | Recorde africano                      | Recorde africano (African) |                                           | Q | Classificado por posição (Qualified) |
| Recorde dos Jogos Europeus | Recorde dos Jogos Europeus (European Games record) | Recorde da América    | Recorde da América (Americas)         | q                          | Classificado por melhor tempo (Qualified) |   |                                      |
| Melhor marca do ano        | Melhor marca do ano (World leading)                | Recorde asiático      | Recorde asiático (Asian)              | DNS                        | Não largou (Did not start)                |   |                                      |
| Recorde nacional           | Recorde nacional (National record)                 | Recorde europeu       | Recorde europeu (European)            | DNF                        | Não terminou (Did not finish)             |   |                                      |
| Recorde pessoal            | Recorde pessoal do atleta (Personal best)          | Recorde da Oceania    | Recorde da Oceania (Oceania)          | DSQ / DQ                   | Desclassificado (Disqualified)            |   |                                      |
| Recorde da temporada       | Recorde da temporada do atleta (Season best)       | Recorde sul-americano | Recorde sul-americano (South America) | NM                         | Sem marca (No mark)                       |   |                                      |